# Smörklobb
Smörklobb är ett skär i Åland (Finland). Det ligger i Bottenhavet eller Skärgårdshavet och i kommunen Eckerö i landskapet Åland, i den sydvästra delen av landet. Ön ligger omkring 36 kilometer nordväst om Mariehamn och omkring 300 kilometer väster om Helsingfors.
Öns area är 4,4 hektar och dess största längd är 450 meter i nord-sydlig riktning. Runt Smörklobb är det glesbefolkat, med 8 invånare per kvadratkilometer.. Närmaste större samhälle är Hammarland, 18,4 km sydost om Smörklobb.